# La Mina, Michoacán de Ocampo
La Mina är en ort i Mexiko.   Den ligger i kommunen Hidalgo och delstaten Michoacán de Ocampo, i den södra delen av landet, 170 km väster om huvudstaden Mexico City. La Mina ligger 2 421 meter över havet och antalet invånare är 136.
Terrängen runt La Mina är kuperad åt nordost, men åt sydväst är den bergig. Runt La Mina är det ganska tätbefolkat, med 90 invånare per kvadratkilometer. Närmaste större samhälle är San Bartolo Cuitareo, 18,1 km öster om La Mina. I omgivningarna runt La Mina växer i huvudsak blandskog.